# Thiago Brito
Thiago Correia Brito, mais conhecido como Thiago Brito (Niterói, 17 de janeiro de 1986), é um ex-futebolista brasileiro que atuava como meio-campista.

## Carreira
Começou a dar os seus primeiros pontapés na bola no , um clube amador de São Gonçalo, e logo foi levado para a base do Flamengo, na categoria de Pré-Mirim (Sub-11).
Na categoria de Mirim (Sub-13) e Infantil (Sub-15), Thiago foi jogar no CFZ do Rio, time do eterno ídolo rubro-negro, Zico. Lá Thiago se destacou e chamou a atenção de muitos, como Adílio, Gaúcho, Lima e o próprio Zico, que passaram a tratá-lo como um diamante a ser lapidado, e era considerado como o novo Zico, sendo chamado de Ziquinho. Thiago Brito, nesta época, teve a incrível marca de 136 gols marcados em apenas 89 jogos, demonstrando seu grande faro de gol. no Sub-17 Thiago resolveu voltar ao Flamengo, mas um grave lesão no tornozelo acabou com seus planos, ele ficou fora dos gramados por quase 2 anos.
Thiago voltou a jogar futebol, surpreendendo a todos, treinando no Sub-20 do Nova Iguaçu, mas logo surgiu uma proposta para ser profissional, ele seguiu para o Americano de Campos. onde em 2005, estreou como profissional, porém o clube vivia em crise política, e muitas trocas de treinadores, e apesar de uma grande campanha no Campeonato Carioca, o time foi eliminado ainda na 1º fase da Série C do brasileiro.
Em 2006, foi para o Olaria, e logo começou a ser chamado novamente de Zico, pela sua aparência física e igualdade técnica. atuando no clube até o ano de 2007. em 2008, teve propostas da Indonésia, Portugal e Alemanha, porém por causa de um agente foi obrigado a jogar pelo Faissal. no ano de 2009, acertou sua transferência para o Kano Pillars clube da Nigéria, atual campeão nigeriano.
Em pouco tempo na Nigéria, Thiago conquista o campeonato nigeriano e o 3º lugar na CAF Champions League, passa a ser chamado de "King of Nigéria" (Rei da Nigéria). Despertou interesse de vários outros times nigerianos, porém acabou decidindo por voos maiores na carreira, acertando sua transferência para o Sable F.C. de Batie, clube tradicional da cidade de Douala, Camarões. Agora Thiago tenta se tornar "The King of África" (O Rei da África), e conquistar definitivamente todo continente africano com seu belo futebol..
Thiago passou a ser a referência do Sable FC de Batie.. fazendo história no futebol africano como sendo o 1º jogador brasileiro na história a jogar no futebol nigeriano, e agora é o 1º atleta brasileiro da história a atuar por um clube de Camarões. após 4 anos brigando contra o rebaixamento, o Sable de Batié, consegue um inicio de campeonato espetacular, com uma sequência de 9 jogos invictos, e na liderança da competição, Thiago consegue fazer com que o clube tenha o melhor inicio de campeonato de todos os tempos na história do campeonato camaronês, além de conquistar a Copa Douala de futebol, em Camarões.
Em 2010 Thiago Brito acertou com o Atlético Sampaio disputou o campeonato estadual de Roraima e o GAS, após 16 anos, chega na final do campeonato estadual 2010, e fica com o vice-campeonato.
Thiago vira o grande reforço do S.C. Praiense, de Portugal, para a Taça de Portugal e a 2º divisão portuguesa, assina contrato de 2 anos, até Julho de 2012.